# Leo Laukki
Leo Laukki, egentligen Leonard Leopold Lindqvist, född 22 november 1880 i Helsingfors, avrättad 15 september 1938 i Moskva, var en finländsk politiker och tidningsman, verksam i USA och Sovjetunionen.
Laukkis far var trumpetare i Vita gardet och Laukki attraherades i unga år av socialismen. Han genomgick militärutbildning i Ryssland och avancerade till löjtnant. Inför storstrejken återkom han 1905 till Finland och engagerade sig efteråt i den beväpnade kampgruppen Voimaförbundet. Vid Sveaborgsrevolten 1906 var Laukki aktiv i bakgrunden. 1907 emigrerade han till USA och gick med i det syndikalistiska IWW. Laukki arbetade som journalist vid finskspråkiga vänstertidningar i Hancock, Fitchburg och Duluth. Han var också lärare och rektor vid arbetarrörelsens läroanstalt Työväen Opisto i Smithville i Duluth. Där var han kollega till Yrjö Sirola. Omsider blev Laukki böjd åt revolutionär anarkism och arresterades tillsammans med flera andra amerikafinländare, som misstänktes för vänsterextremism och samhällsfarlig verksamhet. Laukki dömdes till 20 års fängelse, men frigavs mot borgen 1919. Laukki, som i fängelset blivit anhängare av kommunismen, flydde 1921 till Leningrad.
Den språkbegåvade Laukki arbetade som lärare i Leningrad och ledde 1921–1923 Finlands kommunistiska partis (FKP) propagandaverksamhet i Finland. En tid var han lärare vid Moskvas universitet. Under början av 1930-talet utförde han uppgifter för ryska underrättelsetjänsten i Teheran. Inom FKP:s ledning blev Laukki impopulär eftersom han lierade sig med oppositionen kring Eino Rahja och bland annat kritiserade Hanna Malm (partiledare Kullervo Manners hustru) för att konspirera. Av det skälet omvaldes han inte till partiets centralkommitté 1925.
Mot slutet av 1930-talet lär Laukki varit ledare för filosofiska fakulteten vid järnvägsingenjörskolan i Dnipro. Under stora utrensningen arresterades han den 9 februari 1938 och dömes till döden den 15 september enligt strafflag 58/10 om kontrarevolutionär verksamhet. Han arkebuserades i Moskva.